# Кйонс
Кйонс (італ. Chions, вен. Chions) — муніципалітет в Італії, у регіоні Фріулі-Венеція-Джулія,  провінція Порденоне.
Кйонс розташований на відстані близько 440 км на північ від Рима, 90 км на захід від Трієста, 12 км на південь від Порденоне.
Населення — 5192 особи (2014).

## Демографія
Населення за роками:

Станом на 1 січня 2023 року в муніципалітеті офіційно проживало 516 іноземців з 38 країн, серед них 135 громадян країн Євросоюзу та 29 громадян України.

## Сусідні муніципалітети
- Аццано-Дечимо
- Чинто-Каомаджоре
- Фьюме-Венето
- Прамаджоре
- Правіздоміні
- Сан-Віто-аль-Тальяменто
- Сесто-аль-Регена